# دليل ليونارد مالتين السينمائي
دليل أفلام ليونارد مالتين (بالإنجليزية: Leonard Maltin's Movie Guide)‏ كان عبارة عن مجموعة من مراجعات كبسولات الأفلام بتنسيق الكتاب والتي بدأت في عام 1969، وتم تحديثها كل سنتين بعد عام 1978، ثم سنويًا بعد عام 1986. تم نشر الإصدار النهائي في سبتمبر 2014.